# Kae Tempest
Kae Tempest (Brockley, Inglaterra; 22 de diciembre de 1985) es una personalidad del hip hop y spoken word de nacionalidad británica que también escribe en los campos de la narrativa, el teatro y la poesía.

## Primeros años
Tempest creció en Brockley, en el sureste de Londres, en una familia de cinco hijos cuyo padre era abogado de medios corporativos y su madre maestra. Tempest trabajó en una tienda de discos desde los 14 hasta los 18 años. Asistió a la Thomas Tallis School y se salió a los 16 años para estudiar en la BRIT School for Performing Arts and Technology en Croydon. Posteriormente, se graduó en Literatura Inglesa en Goldsmiths, Universidad de Londres. Tempest actuó por primera vez a los 16 años, en una noche de micrófono abierto en Deal Real, una pequeña tienda de hip-hop en Carnaby Street en el West End de Londres.

## Trayectoria
Su carrera artística se inició en el ámbito del rap, con los álbumes Balance (2011), junto a su grupo Sound of Rum, y Everybody Down (2014) en solitario, finalista del Premio Mercury al Mejor Álbum del Reino Unido e Irlanda. El 7 de octubre de 2016, se publicó su segundo disco, Let Them Eat Chaos (2016). Sus intereses se ampliaron al spoken word, en el que ha trabajado con la Royal Shakespeare Company, entre otras, y la literatura.
En 2012, publicó el poemario Everything Speaks in its Own Way y, al año siguiente, en 2013, Brand New Ancients, con el que se convirtió en la persona más joven en ganar el Premio Ted Hughes a la Innovación en Poesía. Posteriormente, publicó Hold Your Own (2014), traducido al castellano por el poeta Alberto Acerete como Mantente firme (2016). En 2014, la Poetry Society le nombró como una de las nuevas voces destacadas de la poesía británica.
En 2016, publicó la novela The Bricks that Built the Houses, traducida al castellano por Daniel Ramos y publicada por la Editorial Sexto Piso con el título de Cuando la vida te da un martillo.
En el ámbito de la dramaturgia, Tempest ha escrito Wasted (2012), GlassHouse (2013) y Hopelessly Devoted (2014). El proyecto escénico en torno a Brand New Ancients, representado en Estados Unidos y Reino Unido, obtuvo el Premio Herald Angel en el Festival Fringe de Edimburgo.
En los años 2015 y 2016 fue Visiting Fellow del Departamento de Inglés del University College de Londres.

## Premios y reconocimientos
En 2014, Tempest recibió una nominación al Premio Mercury por su primer disco, Everybody Down (2014). Como poeta, ha ganado el premio Ted Hughes por su innovación en poesía y la Poetry Society le considera como la nueva voz poética más relevante en inglés.

## Vida personal
En agosto de 2020, Tempest anunció ser de género no binario, comenzó a usar los pronombres neutros they/them y cambió su nombre a Kae.

## Obra

### Poemarios
- 2012 – Everything Speaks in its Own Way
- 2013 – Brand New Ancients
- 2014 – Hold Your Own
- 2016 – (traducida al castellano) Mantente firme. La Bella Varsovia.
- 2016 – Let Them Eat Chaos
- 2018 – Running Upon The Wires

### Spoken word
- 2012 – Brand New Ancients.– Ted Hughes Award 2013

### Teatro
- 2013 – Wasted
- 2014 – Glasshouse
- 2014 – Hopelessly Devoted

### Novela
- 2016 – The Bricks That Built the Houses. Bloomsbury Circus, Londres.
- 2017 – (traducida al castellano) Cuando la vida te da un martillo. Editorial Sexto Piso.

### No ficción
- 2020 – On Connection. Faber & Faber, Londres.

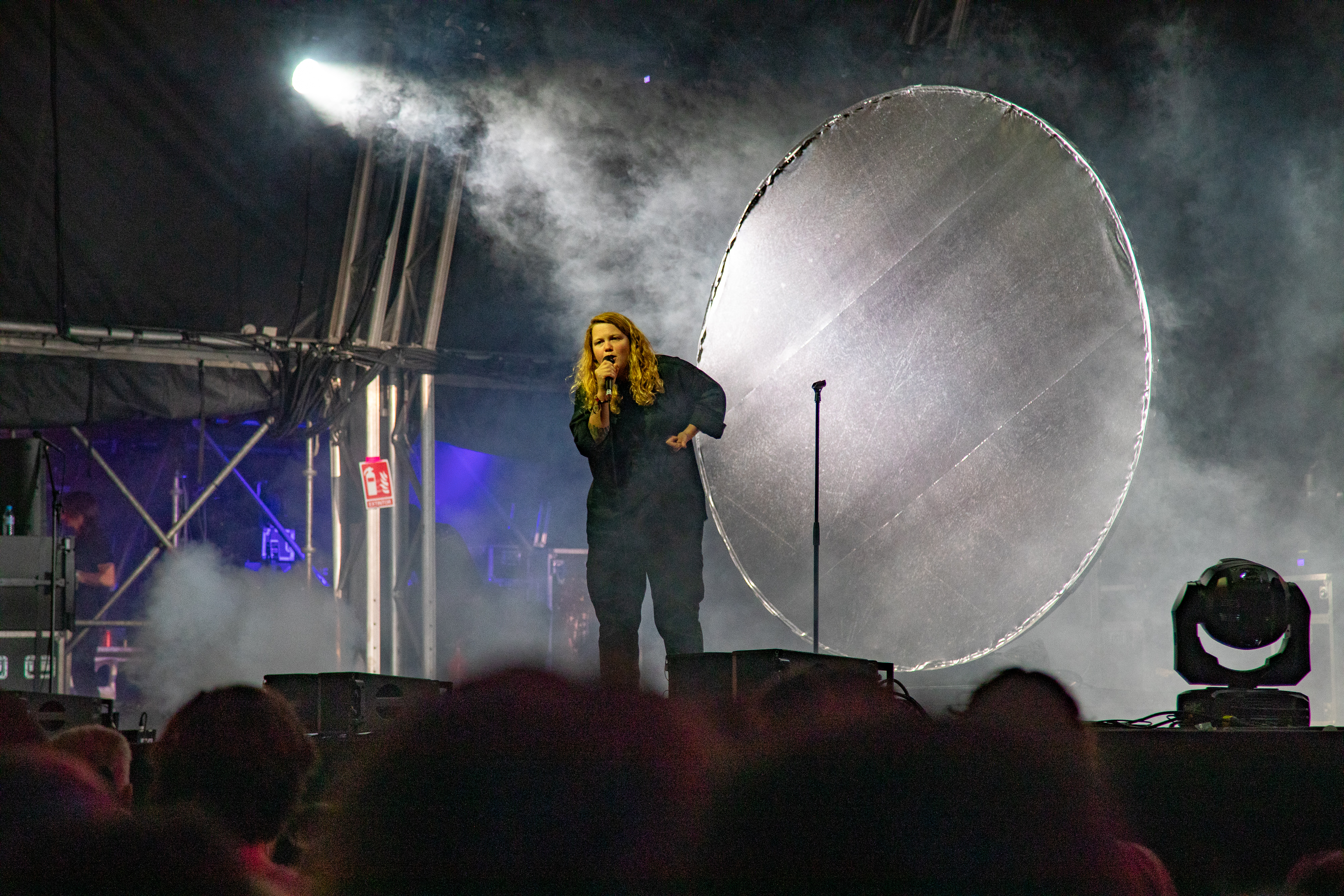
Kae Tempest en el Primavera Sound 2019

## Discografía
- 2011 – Balance (con "Sound of Rum").
- 2014 – Everybody Down. Nominado al Premio Mercury 2014.
- 2016 – Let Them Eat Chaos. Nominado al Premio Mercury 2017.[10]
- 2019 – The Book of Traps and Lessons.
- 2022 – The line is a curve
- 2025 – Self titled

Singles
- 2014 – "Our Town".
- 2014 – "Hot Night Cold Spaceship".
- 2015 – "Bad Place for a Good Time".
- 2016 – "Guts (con Loyle Carner)".